# جاستن باولاك
جاستن باولاك (بالإنجليزية: Justin Pawlak)‏ هو سائق سباق أمريكي، ولد في 13 سبتمبر 1979 في كالامازو في الولايات المتحدة.